# On the Front Page
On the Front Page é um curta-metragem de comédia mudo norte-americano, realizado em 1926, com o ator cômico Stan Laurel.

## Elenco

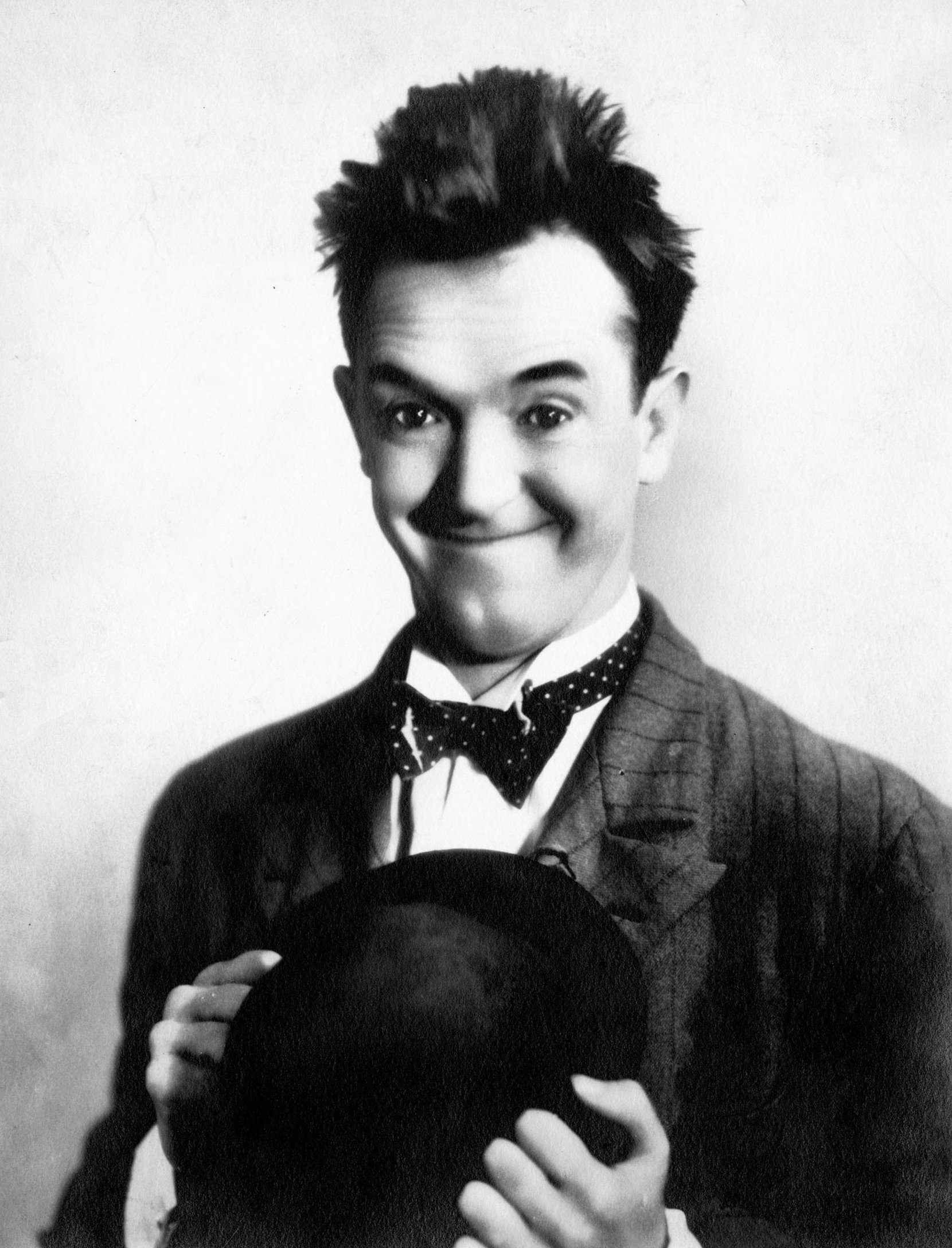
Stan Laurel

- Lillian Rich
- Tyler Brooke
- Stan Laurel
- Bull Montana
- Edwards Davis - James W. Hornby
- Leo White
- William Courtright
- Edgar Dearing
- Rolfe Sedan